# 磯村行雄
磯村 行雄（いそむら いくお、1934年4月6日 - ）は、日本のプロゴルファー。

## 来歴
1957年の関西オープンでは2位、1961年の日本プロでは9位に入った。
1962年の中日クラウンズでは初日の第2ラウンドでは関水利晃・佐藤精一らと共にイーグルを記録し、最終的には陳清波（中華民国）・松田司郎・小野光一と並んでの8位タイに入った。
1962年の日本プロでは初日にコースレコード69を叩き出して首位に立ち、2日目には中村寅吉に並ばれて首位タイとなり、最終的には加藤辰芳・小野と並んでの6位タイに入った。
1964年のホワイトベア杯グランドマンスリーでは陳清と並んで藤井義将と並んでの2位タイに入った。
1968年の西日本サーキットではBSシリーズで内田繁・中村寅・豊田明夫・上田鉄弘と並んでの5位タイ、長崎国際シリーズで細石憲二・木本与・橘田規と並んでの6位タイに入った。